# 서윤석 (성우)
서윤석(1964년 2월 25일 ~ )은 한국의 남자 성우다. 1992년 KBS 23기로 입사했으며 한국방송 성우극회 소속이다.

## 주요 출연작품

### 애니메이션
- 《재키찬 어드벤처》 (KBS) - 빨간 머리
- 《원피스》 (KBS) - Mr.2(봉쿠레)
- 《셰익스피어 명작만화》 (SBS)
- 《테니스의 왕자》 (SBS) - 심관우(이누이 사다하루) / 모리 타츠노리 / 사사베 아버지

### 애니메이션 영화
- 《성탄절의 축구》 (KBS)
- 《아쥐르와 아스마르》 (KBS) - 아쥐르의 아버지
- 《천년여우 여우비》 - 뚱요 / 삼바바
- 《원피스: 사막의 공주와 해적들》 (투니버스) - Mr.2

### 영화
- 《무서운 영화》 (SBS)
- 《처키의 신부》 (KBS)
- 《프라이멀 피어》(KBS)
- 《차이나 스트라이크 포스》 (KBS)
- 《책상 서랍 속의 동화》 (KBS) - 벽돌 공장 주인(서점청)
- 《줄리엣을 위하여》 (KBS)
- 《도브》 (SBS)
- 《내겐 너무 예쁜 당신》 (SBS)
- 《웨이트 오브 워터》 (KBS) - 변호사
- 《동경공략》 (KBS)
- 《화성인 마틴》 (KBS) - 중령
- 《슬립워커》 (KBS)
- 《칼리의 열번째 여름》 (KBS)
- 《피스메이커》 (SBS) - 코스텔로(루이 무스틸로) / 타라키(하쉬 네이야)
- 《비밀 투표》 (KBS)
- 《퀵 앤 데드》 (KBS) - 헤롯의 부하(레이노어 샤인) / 포이(래니 로프틴)
- 《벨파고》 (KBS) - 시모네(라이오넬 아벨란 스키)
- 《007 문레이커》 (KBS)
- 《유브 갓 메일》 (SBS)
- 《성월동화》 (KBS)
- 《프렌치 키스》 (SBS)
- 《미스터리 알래스카》 (KBS) - 바비(제이슨 그레이 스탠퍼드)
- 《백발마녀전2》 (KBS)
- 《엑시덴탈 스파이》 (KBS)
- 《극속전설》 (KBS) - 자디
- 《이노센트》 (KBS) - 케빈
- 《크로우3》 (KBS)
- 《인공지능 하우스》 (KBS) - 아나운서(에릭 스타인버그)
- 《12몽키즈》 (SBS) - 환자1
- 《진용》 (SBS)
- 《걸 파이트》 (KBS)
- 《몬스터 볼》 (KBS) - 로랜스(숀 콤스)
- 《줄리엣을 위하여》 (KBS)
- 《쿵후 선생》 (KBS)
- 《쥬라기 공원 2》 (KBS) - 디터(피터 스토메어) / 보먼(로빈 색스) / 지하철 남자(로스 파트리지)
- 《기사 윌리엄》 (KBS)
- 《워터 보이즈》 (KBS) - 술집 부사장 (토쿠이 유)
- 《리오 그란데》 (KBS) - 자크(피터 오르티즈)
- 《징기스칸》 (SBS) - 칠레두
- 《법외정》 (KBS) - 웨이터
- 《링컨 차를 타는 변호사》 (KBS) - 미키의 친구(존 레귀자모) / 판사
- 《못말리는 첩보원》 (KBS)
- 《조제, 호랑이 그리고 물고기들》 (KBS) - 마작가게 사장(타이 카게야마) / 중년 남성(모리시타 요시유키)
- 《아웃랜드》 (KBS) - 로웰 (매닝 레드우드)
- 《해바라기(영어판)》 (KBS)
- 《산딸기》 (KBS) - 아론 외
- 《백 투 더 퓨처》 (KBS)
- 《빅 피쉬》 (KBS) - 비먼(루던 웨인라이트 3세) / 서커스 단원(딥 로이)
- 《은하수를 여행하는 히치하이커를 위한 안내서》 (KBS) - 험마 카불라 (존 말코비치)
- 《위험한 진실》 (KBS)
- 《정무문》 (KBS) - 풍집사(한영걸) / 무술인(장조)
- 《황비홍》 (SBS)
- 《내 마음의 수호천사》 (KBS) - 의사
- 《북경의 55일》 (SBS)
- 《탈주자》 (KBS)
- 《이연걸의 황비홍》 (KBS) - 손문 (장철림)
- 《썬더볼트》 (KBS) - 아화의 동료(용금창)
- 《홀리 맨》 (KBS) - 세일즈맨(닉 산타 마리아)
- 《비각칠 2》 (SBS) - 외국인(베이 로건)

### 외화
- 《불멸의 사나이》 (KBS)
- 《스필버그의 어메이징 스토리》 (KBS)
- 《삼국지》 (KBS) - 주부 / 황권

### 게임
- 아트록스
- 커맨드 앤 컨커 레드얼럿 2 유리의 복스 - 테슬라 탱크, 마스터마인드, 배틀 포트리스, 플로팅 디스크

### 드라마 출연
- 《대물》(SBS)
- 《야인시대》(SBS)*인민군 장교.일본순사
- 《대장금》(MBC)*관원
- 《때려》(SBS)*아나운서
- 《쾌도 홍길동》(KBS2)*관원
- 《가문의 영광》(SBS)*의사
- 《잘났어, 정말!》(MBC)
- 《천명》(KBS2)
- 《그 겨울, 바람이 분다》(SBS)*우체부
- 《부부클리닉 사랑과 전쟁》(KBS2)*형사
- 《일말의 순정》(KBS2)*경찰
- 《불의 여신 정이》(MBC)
- 《스캔들: 매우 충격적이고 부도덕한 사건》(MBC)
- 《운명처럼 널 사랑해》(MBC) - 주주총회 진행자 역
- 《괜찮아, 사랑이야》(SBS)*변호사
- 《유혹》(SBS)
- 《내 생에 봄날》(MBC)
- 《동네 변호사 조들호》(KBS)*금은방 주인
- 《보이스》(tvN)*경찰
- 《검법남녀》(MBC)
- 《부부의 세계》(JTBC)*부동산 중개인
- 《뿌리깊은 나무》(SBS) *내시
- 《세작 매혹된자들》(tvN)*내시(상선)
- 《구경이》(JTBC)*목사
- 《고려 거란 전쟁》(KBS)*스님
- 《유미의 세포들》(tvN)*부동산 사장
- 《닥터 차정숙》(JTBC)*-기사
- 《수사반장1958》(MBC)*은행 지점장
- 《눈물의 여왕》(tvN)* 은행장
- 《마이유스》(JTBC)*의사
- 《오늘부터 인간입니다만》(SBS)*대학총장
- 《대운을 잡아라》(KBS)*금은방